# Vlag van de Franse Gemeenschapscommissie
De vlag van de Franse Gemeenschapscommissie is op 30 juni 1992 vastgesteld als de vlag van de Franse Gemeenschapscommissie. De vlag kan als volgt worden beschreven:
Gevierendeeld 1. en 4. geel met een rode haan 2. en 3. blauw met een gele iris met een witte rand.
De Waalse vlag wordt gecombineerd met de vlag van het Brussels Hoofdstedelijk Gewest, om zo die van de Franse Gemeenschapscommissie te vormen.
Op deze vlag is het oude logo's afgebeeld op twee blauwe vlakken. Het is onbekend of deze een nieuwe vlag voert sinds het een nieuw logo heeft aangenomen en of deze nieuwe vlag officieel is vastgesteld. Dit is een van de problemen van logovlaggen, omdat ze niet tijdloos zijn en mee moeten veranderen met de huisstijl van de organisatie.

Vlag van Wallonië
Vlag van het Brussels Hoofdstedelijk Gewest (1991-2015)